# Pandemia de COVID-19 en Papúa Nueva Guinea
La pandemia de COVID-19 en Papúa Nueva Guinea es parte de la pandemia de COVID-19 causada por el SARS-CoV-2. El primer caso se confirmó el 20 de marzo.
Hasta el 29 de junio, hay 11 casos, sin muertes y 8 recuperados. Se han realizado 7,147 pruebas. Al 17 de diciembre hay 760 casos reportados, 601 recuperados y 8 muertos.